# Kotra (Białoruś)
Kotra (bia. Котра) – wieś na Białorusi w obwodzie brzeskim, w rejonie prużańskim. W okresie międzywojennym wieś była siedzibą gminy Kotra, która w 1932 r. została podzielona pomiędzy gminy Rudniki, Suchopol i Szereszów. W 2019 roku wieś liczyła 29 osób.